# 新帕扎爾足球俱樂部
新帕扎爾足球俱樂部（羅馬化：Fudbalski klub Novi Pazar）是塞爾維亞的一家職業足球俱樂部，位於新帕扎爾。球隊目前參加塞爾維亞足球超級聯賽的賽事。
俱樂部成立于1928年，最早的名稱是桑扎克足球俱樂部。球隊的主場球場是新帕扎爾城市球場，能容納 12,000 名觀眾。

## 外部連結
Unofficial
- Club website （塞爾維亞文）

Others
- Club profile and squad （页面存档备份，存于） at Srbijafudbal
- FK Novi Pazar info （页面存档备份，存于）
- Club page （页面存档备份，存于） at Transfermarkt